# Cygi
Cygi (Ammobatini) – plemię pszczół z rodziny pszczołowatych i podrodziny koczownicowatych.

## Zasięg występowania
Cygi spotykane są na całym świecie. Najwięcej gatunków występuje w obszarze śródziemnomorskim, na Bliskim Wschodzie oraz w Afryce.

## Systematyka
Do tego plemienia zaliczanych jest 125 gatunków zgrupowanych w 8 rodzajach:
- Ammobates
- Chiasmognathus
- Melanempis
- Oreopasites
- Parammobatodes
- Pasites
- Sphecodopsis
- Spinopasites